# ハシェ
ハシェ（Hachez) は、リンツと肩を並べるドイツのブレーメンにあるチョコレートメーカーである。
1890年、ヨセフ・エミール・ハシェはオリジナルチョコのレシピを編み出して、パートナーと一緒に会社を設立した。ブランド名は自分の名前からショコラティエ・ハシェとし、創業者一族による経営のもとでドイツ国内で高い支持を得ている。